# Meisner-Technik
Die Meisner-Technik ist eine von Sanford Meisner am Neighborhood Playhouse School of the Theatre in New York entwickelte Schauspieltechnik. Meisner unterrichtete dort von 1935 bis 1990 angehende Schauspieler.

## Konzept
Meisners Technik basiert auf der Grundannahme, dass zwei Problemfelder Schauspieler in ihren Möglichkeiten begrenzen:
1. Sie sind zu sehr in intellektuellen Prozessen verhaftet und können die jeweilige Spielsituation emotional weder begreifen noch erfassen.
2. Sie fokussieren ihre Konzentration auf sich, weshalb sie ihrem Spielpartner kaum zuhören.

Mit der Prämisse „acting means reacting“ (deutsch „agieren / schauspielen bedeutet reagieren“) grenzt sich Meisners Lehre deutlich von Lee Strasbergs Method Acting ab. Die Meisner-Technik fußt auf einer dezidierten emotionalen Ausrichtung des Schauspielers nach außen. Impulse für die jeweiligen Spielhandlungen werden aus der Spannung zwischen dem verfolgten Ziel und der Begegnung mit den Spielpartnern und dem Spielumfeld generiert. Emotionen produziert der Spieler nicht aus sich selbst, diese entstehen sozusagen als Nebenprodukt. 
Seinen Schülern erklärte Meisner darüber hinaus stets: „Acting is the ability to live truthfully under given imaginary circumstances.“ („Schauspielern ist die Fähigkeit, unter vorgegebenen imaginären Umständen wahrhaftig zu leben.“) Aus dieser Grundhaltung resultiert eine neue Bewertung der Bedeutung des Talents für den Beruf des Schauspielers. Das Talent ist nicht mehr die alles entscheidende Fähigkeit, sondern lediglich eine wesentliche Grundvoraussetzung für das Schauspiel. Schauspieler müssen nach Meisner in der Lage sein, aufeinander zu reagieren und Impulse voneinander abzugreifen, da sich nur so echte Impulse erzeugen lassen und unmittelbare emotionale Reaktionen passieren können. 
Auch die Bedeutung des dramatischen Texts in der Meisner-Technik weicht von den meisten anderen Schauspieltheorien deutlich ab:
 In der Regel legen andere Schauspiellehren den Schwerpunkt auf den Text selbst und darauf, wie dieser wohl am besten zu sprechen sei. Bei Meisner hingegen steht auch hier die Emotion im Vordergrund. Er vergleicht den Text mit einem Kanu, das auf einem „Gewässer der Emotionen“ entlang fährt. („The text is like a canoe and the river on which it sits is the emotion.“) Der Schauspieler geht also nie vom Text selbst, sondern immer von einem emotionalen Zustand aus. Hierdurch erfährt der Text eine emotionale Prägung und wirkt nicht artifiziell konzipiert, sondern wahrhaftig – obwohl es sich ohne Zweifel um ein künstlerisches Konstrukt handelt.
Die Meisner-Technik ist auch auf die Arbeit des Regisseurs übertragbar. Ein nach Sanford Meisners Prinzip arbeitender Regisseur lässt die Schauspieler zunächst auf der Basis von Meisners Schauspieltechnik und Übungen selbst viel entwickeln und anbieten und gewinnt auf diese Weise die Impulse für die eigene Regiearbeit. Die einzelnen Inszenierungsideen resultieren dann meist aus einer vorhergegangenen Improvisation der Schauspieler. Regie nach der Meisner-Technik funktioniert dialogisch und basiert auf einer engen Zusammenarbeit zwischen Regisseur und Schauspieler.